# Steven Anson Coons
Steven Anson Coons (Nova Iorque, 7 de março de 1912 – agosto de 1979) foi um pioneiro na área da computação gráfica. Foi professor do Instituto de Tecnologia de Massachusetts (MIT) no Departamento de Engenharia Mecânica. Steven Coons teve uma visão da computação gráfica iterativa como uma ferramenta de projeto para auxiliar o engenheiro.

## Trabalho
Enquanto estudante no MIT Steven Anson Coons trabalhou na Chance Vought Aircraft Company, no Master Dimensions Department. Desenvolveu uma nova superfície cônica baseada no quadrado unitário. Publicou um relatório intitulado An Analytic Method for Calculations of the Contours of Double Curved Surfaces. A superfície era controlada por um polinômio de ordem um até sete e cada curva era expressa como tendo comprimento unitário e o elemento plano em um quadrado unitário. Os polinômios eram expressos por
{\displaystyle z=f(d){\text{ onde }}d={\frac {x-{\text{origin}}}{\text{range}}}}
e
{\displaystyle z=a_{0}+ad+a_{2}d^{2}+\cdots +a_{7}d^{7}}
Este conceito permite a correspondência aproximada de qualquer curva, cônica ou não. O plano do elemento de superfície normalmente uma curva cônica foi expresso como
{\displaystyle c=f(\Phi ,u,w,\theta ){\text{ todos mapeados no quadrado unitário.}}\,}
Selecionando valores apropriados para Φ (semelhante a K na família cônica) nesta equação
{\displaystyle \Phi u(w-1)+(w-u)^{2}=0\,}
a curva será corrigida. Escolhendo arbitrariamente os valores de Φ, u e w poderia ser resolvido por
{\displaystyle u={\frac {1}{\sqrt {\Phi +{\sqrt {\theta +(\theta +1)}}}}},\,w=1-\theta (u)}
Durante a Segunda Guerra Mundial trabalhou no projeto de superfícies de aeronaves, desenvolvendo a matemática para descrever "retalhos de superfície" generalizados. No Laboratório de Sistemas Eletrônicos do MIT investigou a formulação matemática para esses fragmentos, e publicou uma das contribuições mais significativas para a área de projeto geométrico, um tratado que ficou conhecido como "O Pequeno Livro Vermelho" em 1967. Sua "Coons patch" foi uma formulação que apresentou a notação, base matemática e interpretação intuitiva de uma ideia que acabaria por se tornar a base para descrições de superfície que são comumente usadas atualmente, como superfícies B-spline, superfícies NURBS, etc. Sua técnica para descrever uma superfície foi construída a partir de coleções de trechos adjacentes, que tinham restrições de continuidade que permitiriam que as superfícies tivessem uma curvatura que era esperada pelo projetista. Cada trecho foi definido por quatro curvas de contorno e um conjunto de blending functions que definem como o interior foi construído a partir de valores interpolados dos contornos.
Dentre os alunos de Coons constam Ivan Sutherland e Lawrence Roberts, os quais passaram a fazer numerosas contribuições para computação gráfica e (no caso de Roberts) para redes de computadores. Coons também orientou Nicholas Negroponte.
Coons é co-autor, com John Thomas Rule, de um livro sobre desenho mecânico e métodos gráficos intitulado Graphics, ca. 1961.

## Prêmio Steven A. Coons
A Association for Computing Machinery SIGGRAPH concede um prêmio em memória de Coons, apresentado em anos ímpares.

### Recipientes
- Ivan Sutherland (1983)
- Pierre Bézier (1985)
- Donald P. Greenberg (1987)
- David C. Evans (1989)
- Andries van Dam (1991)
- Edwin Catmull (1993)
- José Luis Encarnação (1995)
- James D. Foley (1997)
- James F. Blinn (1999)
- Lance J. Williams (2001)
- Pat Hanrahan (2003)
- Tomoyuki Nishita (2005)
- Nelson Max (2007)
- Robert L. Cook (2009)
- Jim Kajiya (2011)
- Turner Whitted (2013)
- Henry Fuchs (2015)
- Jessica Hodgins (2017)

## Principais contribuições na área da computação
- Pioneiro na computação gráfica.
- Professor no Massachusetts Institute of Technology (MIT) no Departamento de Engenharia Mecânica.[2]

## Publicações selecionadas
- com Robert Mann: Computer-Aided Design Related to the Engineering Design Process, MIT 1960
- An outline of the requirements for a computer-aided design system, Joint Computer Conference 1963
- Surfaces for Computer Aided Design, Technical Report, MIT 1964
- The uses of computers in technology, Scientific American, Volume 215, 1966, Nr. 3
- Design and the Computer, Design Quarterly, Nr. 66/67, 1966, p. 6–13
- Surfaces for Computer Aided Design of Space Forms, MIT Project Mac, Technical Report TR-41, Juni 1967 (The Little Red Book)
  - Tradução para o francês por P. Bézier, M. Moronval: Méthode matricielle, Paris: Herman 1987
- Anwendungen elektronischer Rechenanlagen in der Technik, in: Information, Computer und künstliche Intelligenz: 12 amerikanische Wissenschaftler zeigen den zukünftigen Einfluß der Computer auf die menschliche Gesellschaft, Frankfurt am Main, Umschau-Verlag 1967, p. 133–144
- Rational bicubic surface patches, Technical Report, Project Mac, MIT 1968
- Surfaces patches and B-spline curves, in: R. Barnhill, R. Riesenfeld (Eds.), Computer Aided Geometric Design, Academic Press 1974, p. 1–16